# Mattie Rogers
Martha Ann Rogers, detta Mattie (Apopka, 23 agosto 1995), è una sollevatrice statunitense. Ha partecipato ai Giochi olimpici estivi di Tokyo 2020 arrivando sesta negli 87 kg. È stata campionessa panamericana a Santo Domingo 2020 negli 81 kg.

## Palmarès
- Mondiali

Anaheim 2017: argento nei 69 kg
Pattaya 2019: argento nei 71 kg
Tashkent 2021: argento nei 76 kg
Bogotà 2022: argento nei 76 kg
- Campionati panamericani

Cartagena 2016: argento nei 69 kg
Miami 2017: argento nei 69 kg
Santo Domingo 2018: argento nei 69 kg
Città del Guatemala 2019: argento nei 71 kg
Santo Domingo 2020: oro negli 81 kg
Guayaquil 2021: argento nei 76 kg